# 카시유카
카시유카(かしゆか, 본명: 카시유카, 일본어: 樫野有香, 1988년 12월 23일~)는 일본의 3인조 걸 그룹 Perfume의 멤버이다.